# Социальное предпринимательство на Украине

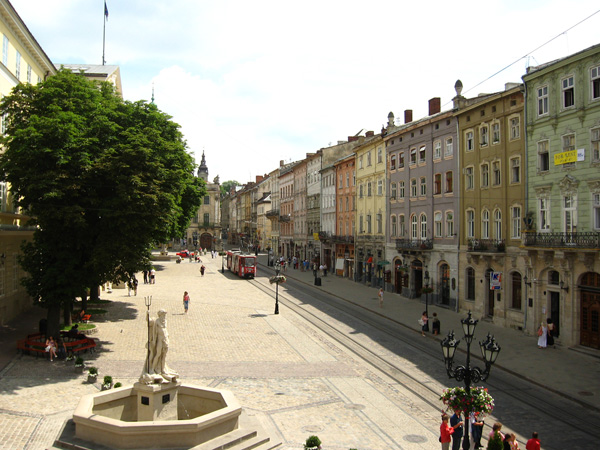
Центром социального предпринимательства на Украине является город Львов

Социальное предпринимательство на Украине в настоящее время не имеет особого статуса, предусмотренного законодательством. В 2014—2015 годах украинское предпринимательство в целом испытывало на себе влияние последствий вооружённого конфликта на востоке страны. Политическая нестабильность, с одной стороны, отрицательно сказывается на социальном предпринимательстве, с другой — несёт с собой положительные тенденции, связанные с увеличением количества организаций и предпринимателей, оказывающих помощь беженцам и вынужденным переселенцам, создающих для них новые рабочие места.
Первую попытку ввести понятие социального предпринимательства в законодательство предпринял в 2013 году депутат Александр Фельдман. Но законопроект так и не был одобрен.

## Правовое регулирование
В законодательстве Украины отсутствуют положения или даже упоминания о социальном предпринимательстве. Хотя на рассмотрение членам Комитета Верховной Рады по вопросам экономической политики соответствующий законопроект был представлен в 2013 году. Ввести понятие социального предпринимательства предложил бывший депутат от партии «Батькивщина», а на тот момент уже член «Партии Регионов» Александр Фельдман. Согласно документу, социальными предприятиями предполагалось называть те, где не менее половины занятых работников относились бы к социально незащищённым группам населения, и в том же объеме их услугами пользовались бы представители социально незащищённых категорий граждан. Предприятия должны были инвестировать полученную прибыль на реализацию социальных проектов, что предусматривало государственные льготы и возможность займов. Фельдман предложил создать межведомственную комиссию по государственной поддержке социальных предприятий, которая могла бы наделять предприятия «социальным» статусом. Также он представил на рассмотрение законопроект «О внесении изменений в статью 154 Налогового кодекса Украины относительно поддержки социальных предприятий». В нём предлагалось освободить социальных предпринимателей от налога на прибыль. Первый законопроект Комитет Верховной Рады отклонил ещё на стадии его рассмотрения, после чего Фельдман забрал и второй свой законопроект. Документ получил неудовлетворительную оценку в том числе потому, что членам комиссии не понравились формулировки:

По нашему мнению, применение термина «социальный» является не очень удачным, поскольку указанный термин характеризует определённую связь с обществом, которая есть у любого предприятия, и никак не связана ни с организационной формой предприятия, ни с деятельностью, которой оно занимается, ни с какими-либо другими особенностями, по которым предприятия одного вида могут отличаться от других предприятий. Кроме этого, при использовании термина невольно создаётся впечатление, что все другие предприятия «несоциальные», что не соответствует действительности.— руководитель главного научно-экспертного управления Аппарата Верховной Рады Украины Василий Борденюк
.
Вопрос законодательного обеспечения социального предпринимательства на Украине с тех пор депутатами не поднимался

## Международная поддержка
Впервые социальное предпринимательство Украины получило поддержку иностранных организаций в 2006 году. Эксперты Американской «Сети общественного действия на Украине» (UCAN) провели в стране ряд тренингов, а позже правительство США выделило гранты на создание социальных предприятий организациям, победившим в конкурсе бизнес-планов.
Начиная с 2010 года Украине собирался помочь Erste Bank, известный своими инициативами в сфере социального предпринимательства в Европе. Общественные организации, Украинский фонд поддержки предпринимательства и британские специалисты подписали меморандум о содействии социальному предпринимательству. Однако многое из запланированного сделать не удалось. По информации газеты «Зеркало недели», проект не вызвал интереса у новых руководителей фонда, а обещанные гранты от Erste Bank так и не были выделены, поскольку филиал банка на Украине также получил новое руководство и стал «Фидокомбанком». Но в результате этого сотрудничества на базе Ассоциации «Социально-экономические стратегии и партнёрство» всё же появился Всеукраинский ресурсный центр развития социального предпринимательства. Основную поддержку организации оказывает фонд «Східна Європа» Агентства США по международному развитию. В 2014 году Центр начал формировать каталог социальных предприятий Украины, доступный в интернете. Другим интернет-инструментом социальных предпринимателей Украины является сайт «Велика Ідея». Портал объединяет самых разных людей, которые предлагают инновационные идеи для решения той или иной проблемы и собирают средства при помощи краудфандинга.
В 2005 году швейцарский фонд Шваба и газета «Зеркало недели» провели на Украине конкурс «Социальный предприниматель года». В 2005 году наградой конкурса была отмечена дизайнер Валентина Сазонова. Она одна из первых в стране начала продвигать идеи социального предпринимательства. Вместе с мужем она создала общественную ассоциацию «Мир. Красота. Культура», которая занимается решением социальных проблем детей, молодёжи и женщин.

## Трудности становления
Руководитель Всеукраинского ресурсного центра развития социального предпринимательства Василий Назарук называет пять парадоксов, возникших на Украине в сфере социального предпринимательства:
- Главным источником доходов предприниматели, которые работают в социальной сфере, считают гранты, что в корне не состыковывается с международной практикой;
- Беспечность предпринимателей, которые не переживают за будущее компании, созданной на чужие средства;
- Абсолютное отсутствие поддержки со стороны государства;
- Социальные предприниматели не ищут поддержки общественности и предпочитают, по словам Назарука, «работать только для себя»;
- Переизбыток законов в стране, которые противоречат друг другу.

## Практика

### В сфере социальной интеграции
Во Львове действует социальная пекарня «Ореховый дом» (укр. Горіховий дім). Предприятие производит печенье и сдобную продукцию по старинным рецептам и без красителей и других добавок, а вырученные средства направляет в Центр интеграции для женщин, оказавшихся в кризисных ситуациях, а также на поддержку «Социального такси» для инвалидов. На предприятии проходят обучение женщины, столкнувшиеся с различными проблемами, при желании они могут в пекарне и работать, помогая профессиональным пекарям по хозяйству.

### В сфере туризма
Львовский турклуб «Манівці» занимается развитием активного туризма. Как принято в ряде европейских стран, турклуб большую часть доходов (60 процентов) реинвестирует в собственную деятельность, а оставшиеся средства направляет на социальные цели. Например, компания открыла первый на Украине социальный мультиспортивный зал.